# Hennadij Popowycz
Hennadij Iwanowycz Popowycz (ukr. Геннадій Іванович Попович, ros. Геннадий Иванович Попович, Giennadij Iwanowicz Popowicz; ur. 9 lutego 1973 w Dnieprodzierżyńsku, Ukraińska SRR, zm. 4 czerwca 2010 w Petersburgu, Rosja) – ukraiński piłkarz występujący na pozycji napastnika, trener piłkarski.

## Kariera piłkarska

### Kariera klubowa
Wychowanek klubu Dnipro Dniepropetrowsk. W 1991 roku w barwach Krywbasa Krzywy Róg zadebiutował w Wtoroj niższej lidze radzieckiej. W 1992 grał na wypożyczeniu w rodzimym zespole Prometej Dnieprodzierżyńsk. W 1994 bronił barw Zirki Kirowohrad, a w 1995 Szachtara Donieck, po czym wracał do Krywbasa. W 1997 wyjechał do Rosji, gdzie został piłkarzem Zenitu Petersburg, w którym zakończył w 2001 karierę piłkarską.

### Kariera reprezentacyjna
Występował w młodzieżowej reprezentacji Ukrainy.

## Kariera trenerska
Po zakończeniu kariery piłkarskiej pozostał pracować w strukturze klubu Zenit. Zmarł 4 czerwca 2010 roku z powodu zatrzymania akcji serca.

## Sukcesy
- Priemjer-Liga:
  - 3. miejsce w 2001 roku
- Puchar Rosji w piłce nożnej:
  - Zdobywca w 1999 roku
  - Finalista w 2002 roku (w sezonie 2001/02 w barwach Zenitu Petersburg występował we wczesnych fazach tych rozgrywek)

## Występy w europejskich pucharach
- Zenit Petersburg:
  - Puchar UEFA 1999/2000: 2 spotkania
  - Puchar Intertoto UEFA 2000: 7 spotkań, 5 goli